# Alfredo Mario Ferreiro
Pour les articles homonymes, voir Ferreiro.
Alfredo Mario Ferreiro (né à Montevideo le 30 mars 1899, mort à Montevideo le 24 juin 1959) est un écrivain et poète de langue espagnole uruguayen.
Sa poésie est liée au mouvement d'avant-garde littéraire.

## Œuvres
- El hombre que se comió un autobús (Poemas con olor a nafta) (1927)
- Se ruega no dar la mano (Poemas profilácticos a base de imágenes esmeriladas) (1930)
- Tan mareado está el barco, collection Desolvidados, ed. ¡Más Pimienta!, Montevideo, 2011